# Rosey (Saône-et-Loire)
Rosey ist eine französische Gemeinde mit 160 Einwohnern (Stand: 1. Januar 2022) im Département Saône-et-Loire in der Region Bourgogne-Franche-Comté (vor 2016 Bourgogne). Die Gemeinde gehört zum Arrondissement Chalon-sur-Saône und zum Kanton Givry.

## Lage
Rosey liegt etwa 13 Kilometer westsüdwestlich von Chalon-sur-Saône. Umgeben wird Rosey von den Nachbargemeinden Saint-Désert im Norden, Granges im Osten und Nordosten, Bissey-sous-Cruchaud im Süden und Südwesten sowie Moroges im Westen.

## Bevölkerung
| Jahr                      | 1962 | 1968 | 1975 | 1982 | 1990 | 1999 | 2006 | 2011 | 2016 |
| ------------------------- | ---- | ---- | ---- | ---- | ---- | ---- | ---- | ---- | ---- |
| Einwohnerzahl             | 127  | 127  | 130  | 154  | 173  | 166  | 164  | 170  | 164  |
| Quelle: Cassini und INSEE |      |      |      |      |      |      |      |      |      |

## Sehenswürdigkeiten
- Kirche Saint-Pierre aus dem 12. Jahrhundert, Monument historique seit 1942
- Schloss Rosey von 1767, seit 1977 Monument historique
- Schloss Le Mauny
- mehrere Waschhäuser

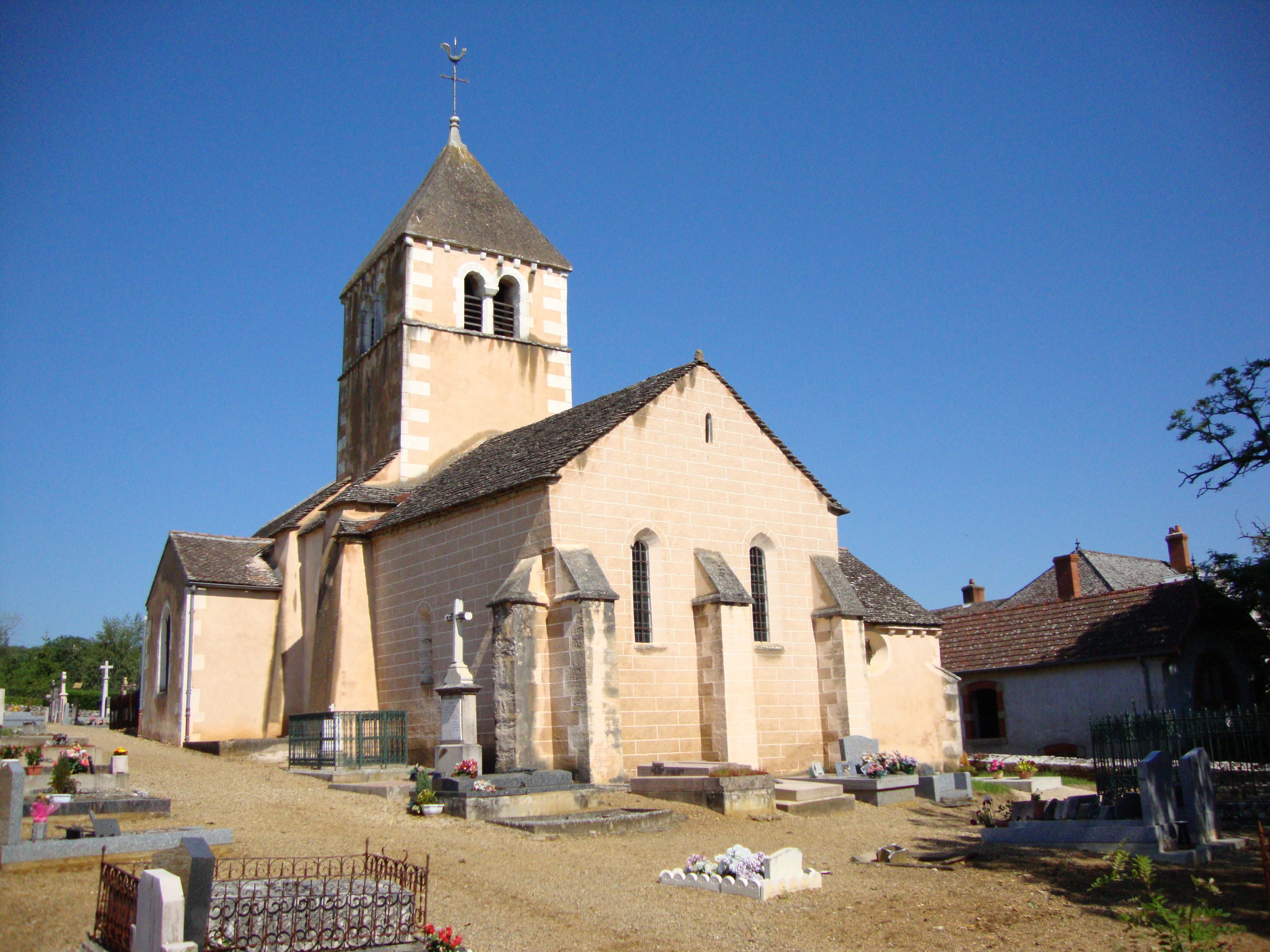
Kirche Saint-Pierre
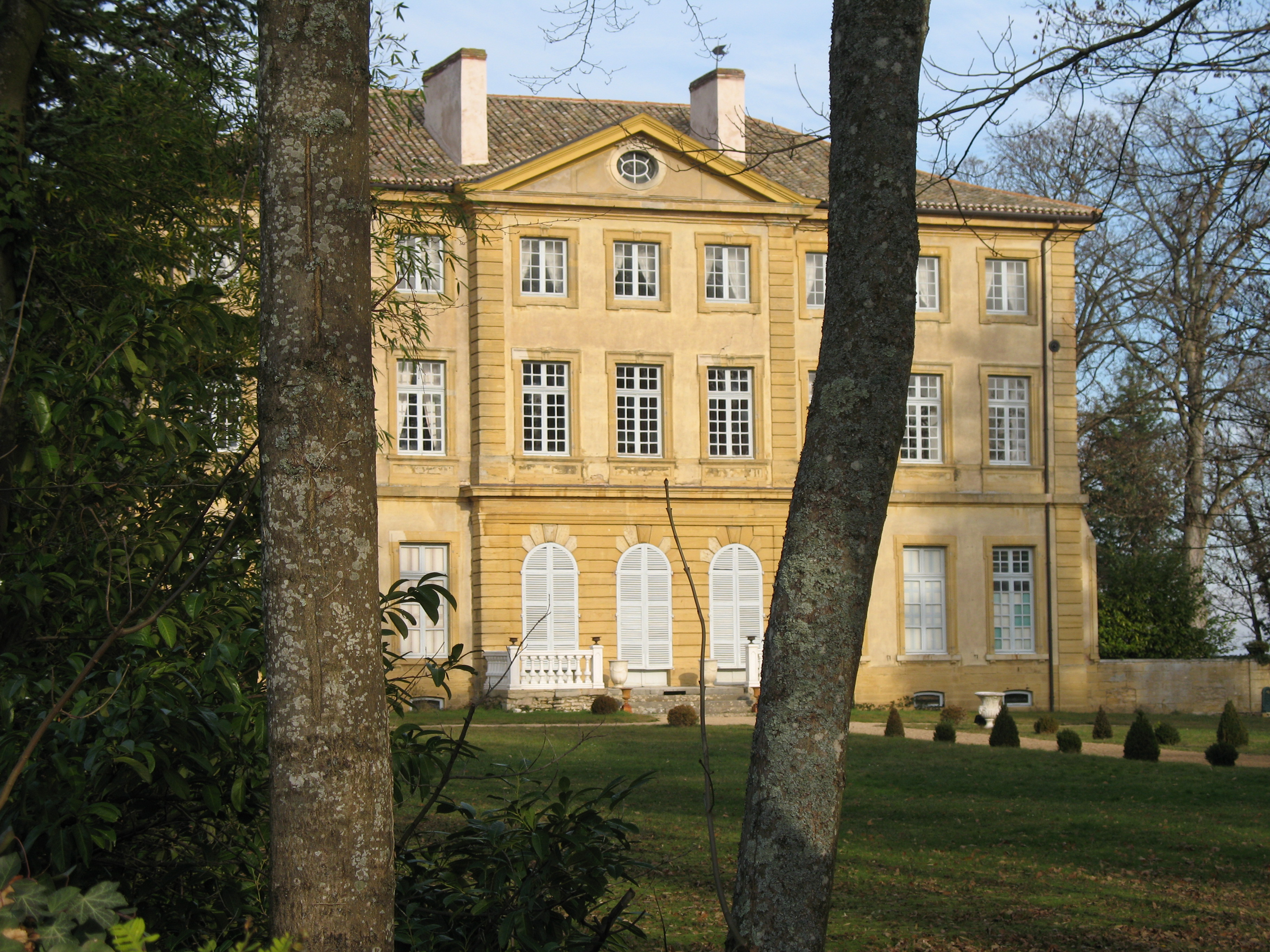
Schloss Rosey